# Vini Ricordi-Pinarello-Sidermec
La Vini Ricordi-Pinarello-Sidermec, già Metauro Mobili-Pinarello, era una squadra italiana di ciclismo su strada maschile, attiva nel professionismo dal 1982 al 1986. Diretta dal manager Mauro Battaglini, e sponsorizzata prima dalla pesarese Metauro Mobili di Tavernelle e poi dalla trevigiana Vini Ricordi di Visnà, ottenne i principali risultati con Lucien Van Impe e Riccardo Magrini, vincitori di tappe a Giro d'Italia e Tour de France 1983, e con Johan van der Velde, vincitore della classifica a punti al Giro d'Italia 1985.

## Cronistoria

### Annuario
| Anno | Codice | Nome                            | Cat. | Biciclette | Dirigenza                                         |
| ---- | ------ | ------------------------------- | ---- | ---------- | ------------------------------------------------- |
| 1982 | -      | Metauro Mobili-Pinarello        | Pro  | Pinarello  | Dir. sportivi: Mauro Battaglini, Roberto Poggiali |
| 1983 | -      | Metauro Mobili-Pinarello        | Pro  | Pinarello  | Dir. sportivi: Mauro Battaglini, Roberto Poggiali |
| 1984 | -      | Metauro Mobili-Pinarello        | Pro  | Pinarello  | Dir. sportivi: Mauro Battaglini, Roberto Poggiali |
| 1985 | -      | Vini Ricordi-Pinarello-Sidermec | Pro  | Pinarello  | Dir. sportivi: Mauro Battaglini                   |
| 1986 | -      | Vini Ricordi-Pinarello-Sidermec | Pro  | Pinarello  | Dir. sportivi: Mauro Battaglini, Giuliano Biatta  |

## Palmarès

### Grandi Giri
- Giro d'Italia

Partecipazioni: 5 (1982, 1983, 1984, 1985, 1986)
Vittorie di tappa: 2
1983: 2 (Magrini, Van Impe)
Vittorie finali: 0
Altre classifiche: 4
1982: Scalatori (Van Impe),  Giovani (Groppo)
1983: Scalatori (Lucien Van Impe)
1985: Punti (Johan van der Velde)
- Tour de France

Partecipazioni: 1 (1983)
Vittorie di tappa: 3
1983: 3 (Pirard, Magrini, Van Impe)
Vittorie finali: 0
Altre classifiche: 1
1983: Scalatori (Lucien Van Impe)
- Vuelta a España

Partecipazioni: 0